# Orden junaka socijalističkog rada
Orden junaka socijalističkog rada bilo je četvrto odlikovanje SFRJ po važnosnom slijedu. Odlikovanje je utemeljeno 8. prosinca 1948. godine. Do 1986. godine dodijeljeno je 114 ovih ordena. Orden se izrađivao od zlata, srebra i rubina, s time da je u prvim izdanjima bilo ugrađivano pravo kamenje, a kasnije je ugrađivano umjetno. 